# Fortezza Medicea (Arezzo)
La Fortezza Medicea, che si trova sul Colle di San Donato (viale B. Buozzi) ad Arezzo, costituisce un esempio di architettura militare difensiva del XVI secolo.
L'edificio, perfettamente inserito nella cinta muraria e dall'impianto pentagonale irregolare per adattarsi al terreno con bastioni di differente impostazione e scarpa di notevole altezza in confronto alla parete a piombo, sorge alla sommità della spianata del Prato (305 m).
Gli spalti della Fortezza costituiscono un punto panoramico sulla città, la valle dell'Arno, il massiccio del Pratomagno e l'alpe di Catenaia.

## Storia
La cittadella medicea sorge probabilmente sull'area dell'antica cittadella medievale, che risaliva forse al IX o X secolo.
Di certo si sa che nel 1319, durante i lavori di fortificazione della città, fu costruito il Cassero di San Donato, che subì gravi danni a causa delle rivolte cittadine contro il vescovo Guido Tarlati e che nel 1343 gli aretini demolirono la fortezza, poi ricostruita nel 1344, e che tra il 1384 e il 1398 la fortezza fu nuovamente demolita (questa volta dai francesi) e ricostruita dai fiorentini, nel frattempo divenuti padroni della città.
Durante la rivolta del 1502 contro il dominio fiorentino gli aretini cercarono di abbattere la fortezza. La Repubblica di Firenze diede ordine però di ricostruirla secondo i principi della fortificazione alla moderna, affidando i lavori a Giuliano e Antonio da Sangallo. Questa fortezza (a forma trapezoidale e non pentagonale come l'attuale, di cui sono ancora visibili i baluardi del Ponte di Soccorso e della Chiesa sul fianco orientale, nonché alcuni tratti di cortina) venne però danneggiata intorno al 1530.
L'attuale fortificazione è quella fatta costruire, rispettando in parte i disegni originali di Giuliano e di Antonio da Sangallo, tra il 1538 e il 1560 per ordine di Cosimo I de' Medici. I lavori furono diretti da Antonio da Sangallo il Giovane.
Durante la costruzione vennero abbattuti il Palazzo del Comune con l'annessa Torre Rossa, i ruderi del Palazzo del Capitano del Popolo, il Palazzo Tarlati di Pietramala e circa 17 chiese oltre che tutto il vecchio centro storico turrito della città antica trecentesca, già sede della città etrusca e del Foro Romano. La motivazione militare fu di sgombrare il campo ai colpi di artiglieria che dalla fortezza potevano essere indirizzati contro la città per prevenire rivolte antifiorentine.
Al posto fu creata una spianata che fu colmata con i ruderi delle case e palazzi, detta il Prato.
I lavori assorbirono parte dell'edificio precedente: la nuova costruzione, su cui si aprivano tre porte, era circondata da un ampio fossato, e comprendeva i cinque bastioni del Belvedere, della Spina, della Chiesa, del Soccorso e della Diacciaia sul fianco occidentale, e gli ambienti interni (stanze, gallerie, pozzi e prese d'aria).
All'inizio dell'Ottocento le truppe francesi tentarono di far saltare la Fortezza con le mine (gli effetti dell'esplosione sono ancora visibili sul fianco Ovest); nel 1868 venne restaurata una prima volta.
La famiglia Fossombroni acquistò la Fortezza a metà dell'Ottocento. Nel 1893, per testamento del conte Enrico Fossombroni, diventò possesso del Comune. Fu adattata a giardino e passeggio per il pubblico con diversi lavori eseguiti nel periodo 1896-1904. All'interno di uno dei bastioni è stata rinvenuta fra il 1989 e il 1991 una porta della fortezza trecentesca, adorna di una statua di san Michele arcangelo, datata intorno all'inizio del XIV secolo, ora conservata nei musei della città.
Dopo un nuovo restauro, il 24 giugno 2016 la fortezza è stata riconsegnata alla città; nell'occasione, scavi archeologici hanno riportato alla luce i resti della chiesa di San Donato in Cremona, risalente all'anno 1000, e una mosaico relativo ad un edificio di epoca romana.

## Galleria d'immagini

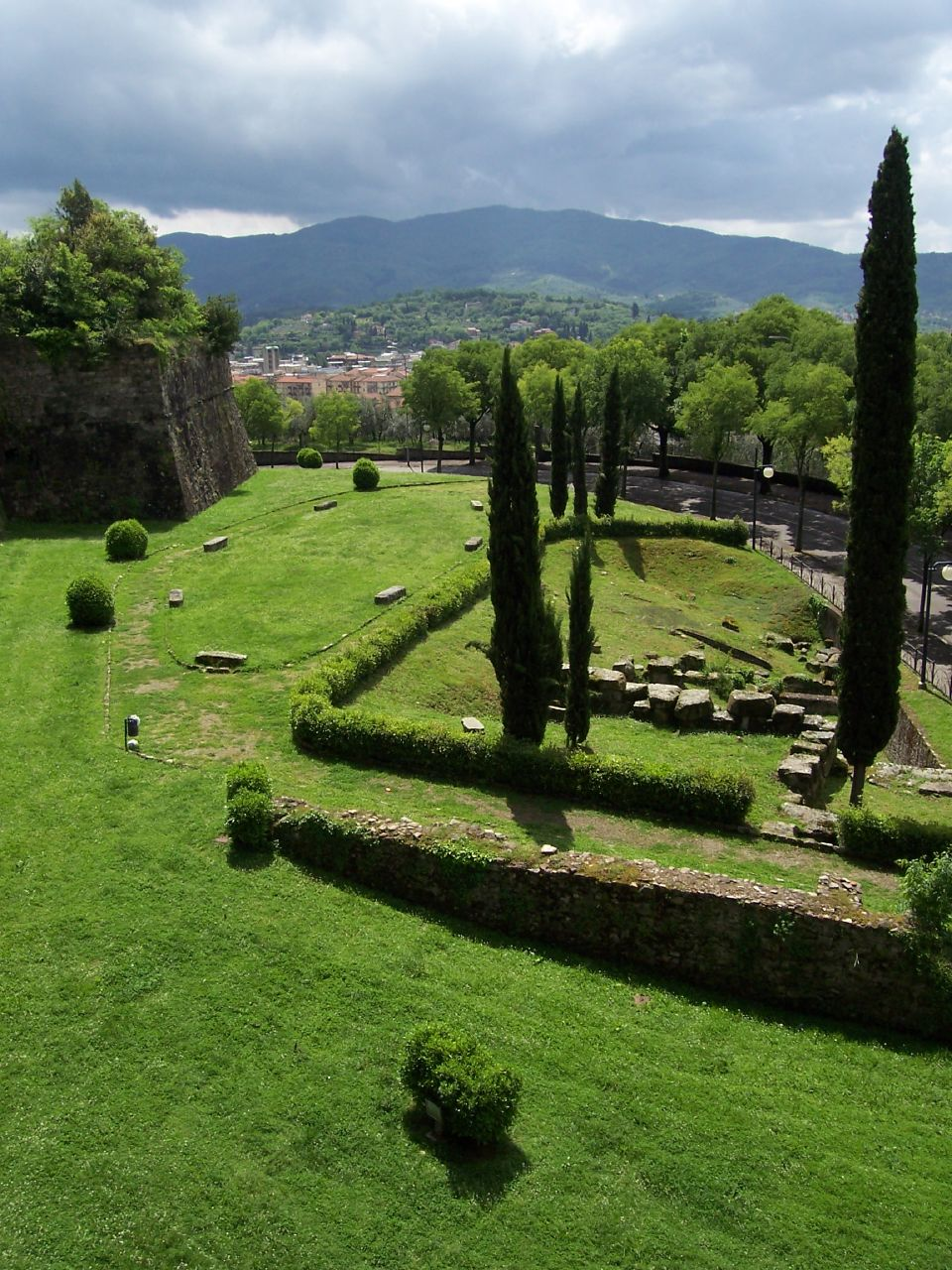
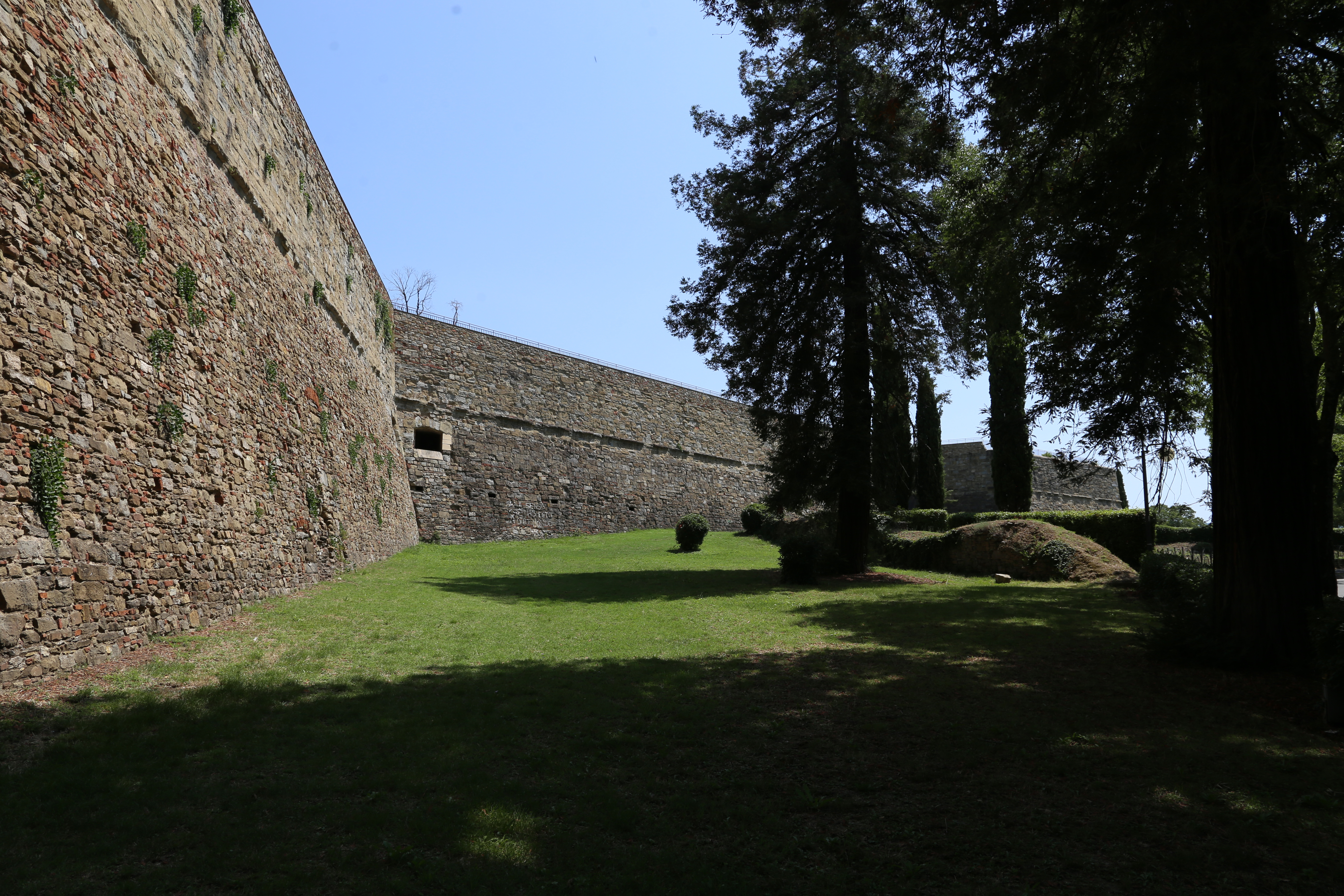
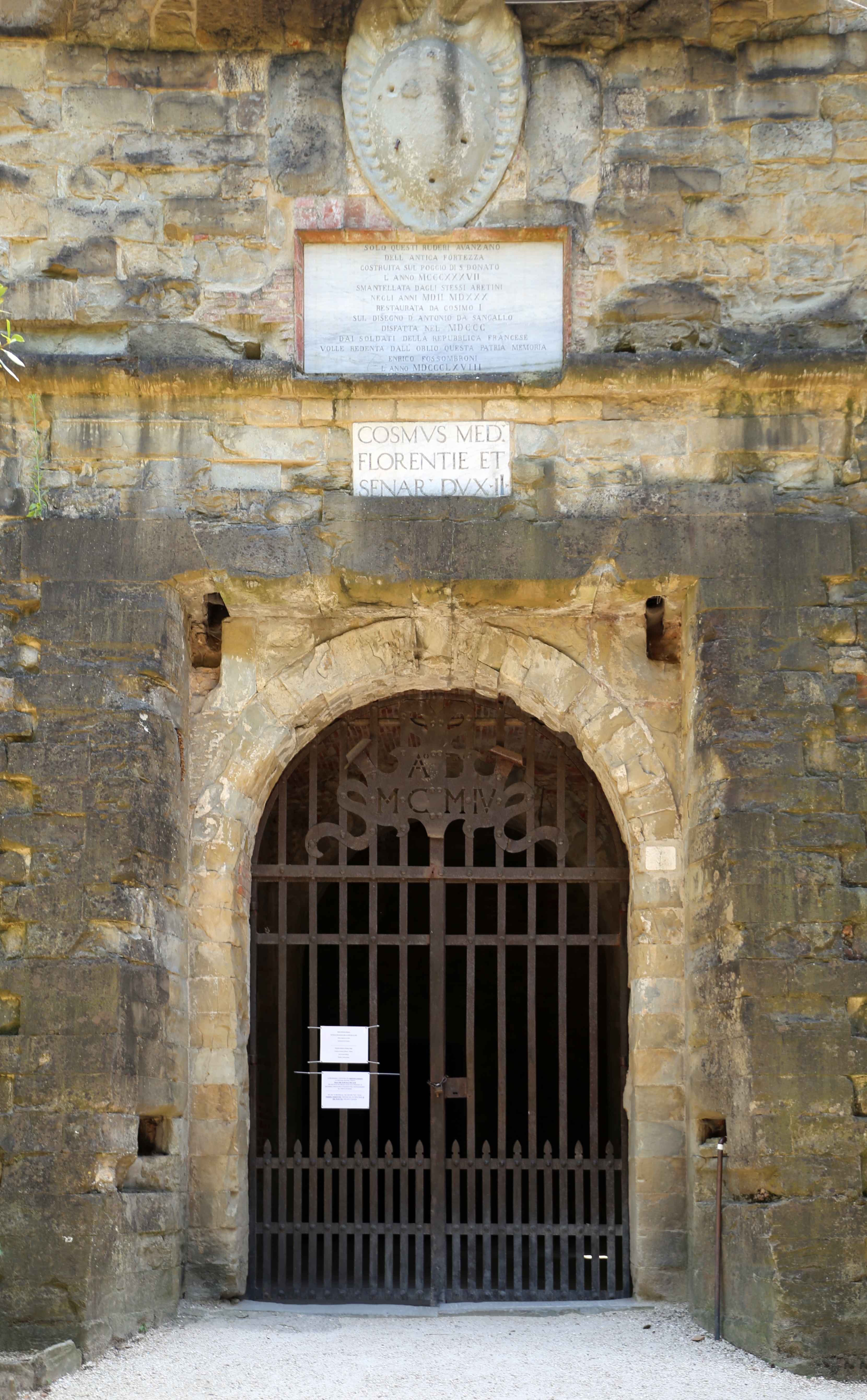
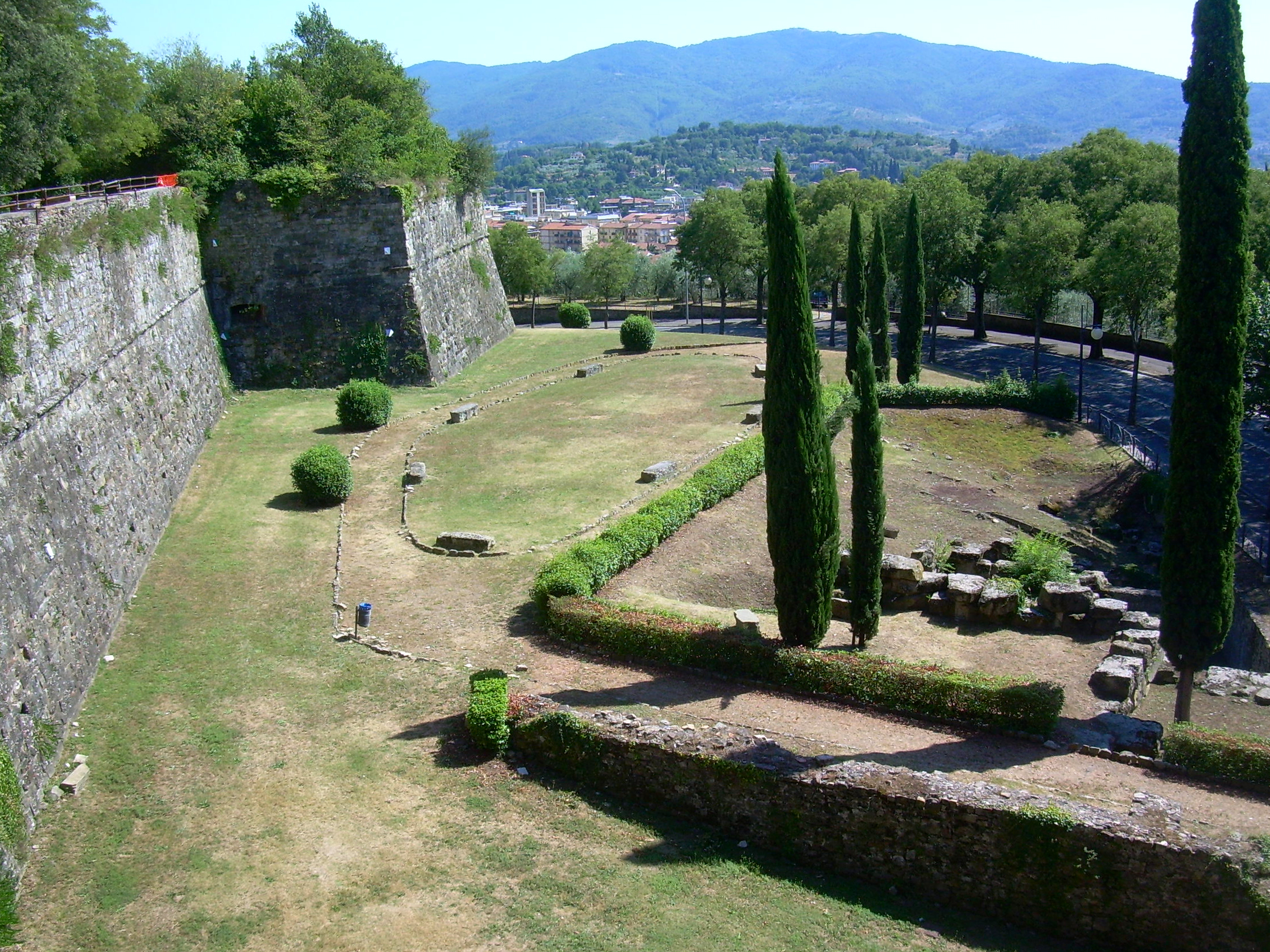
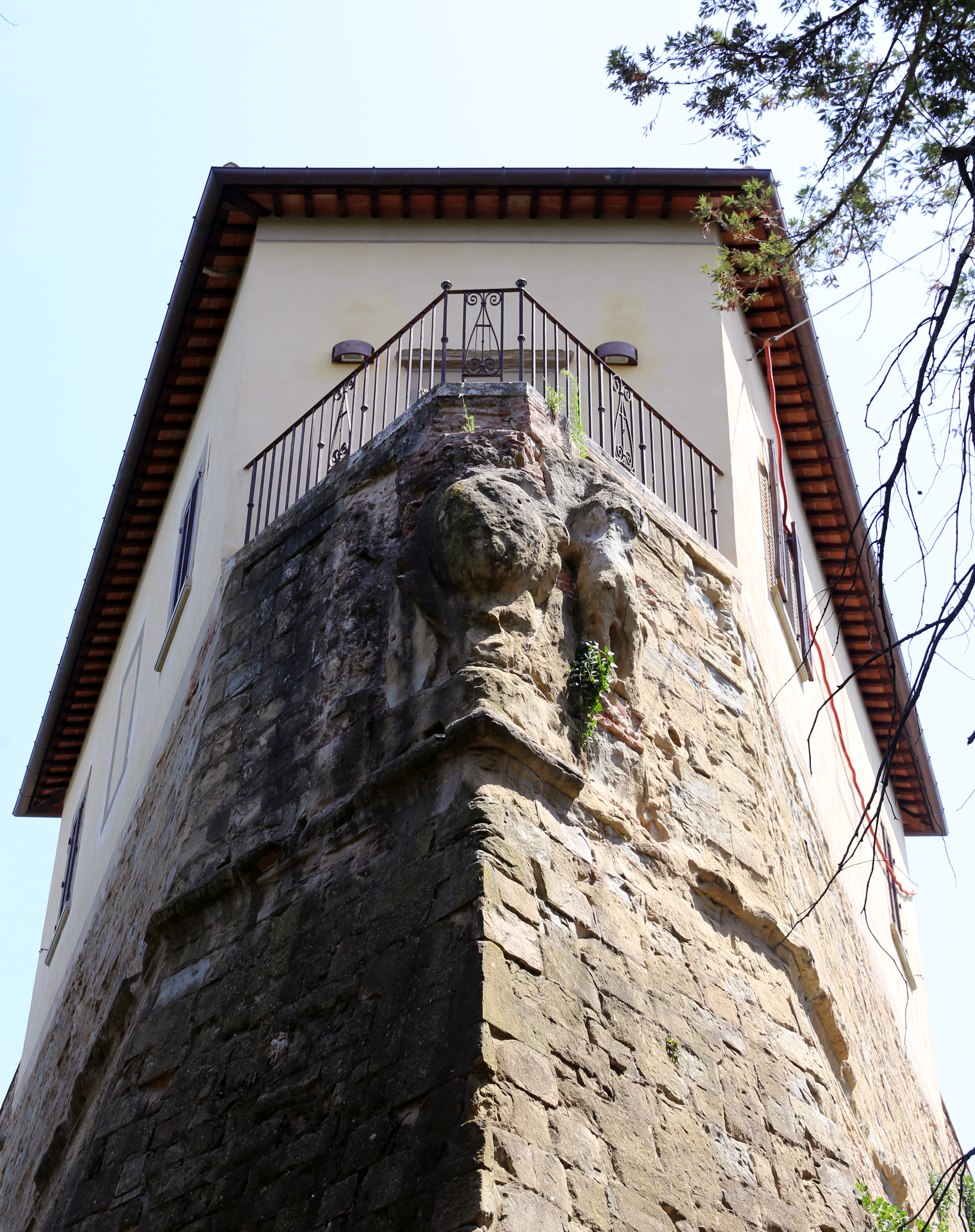
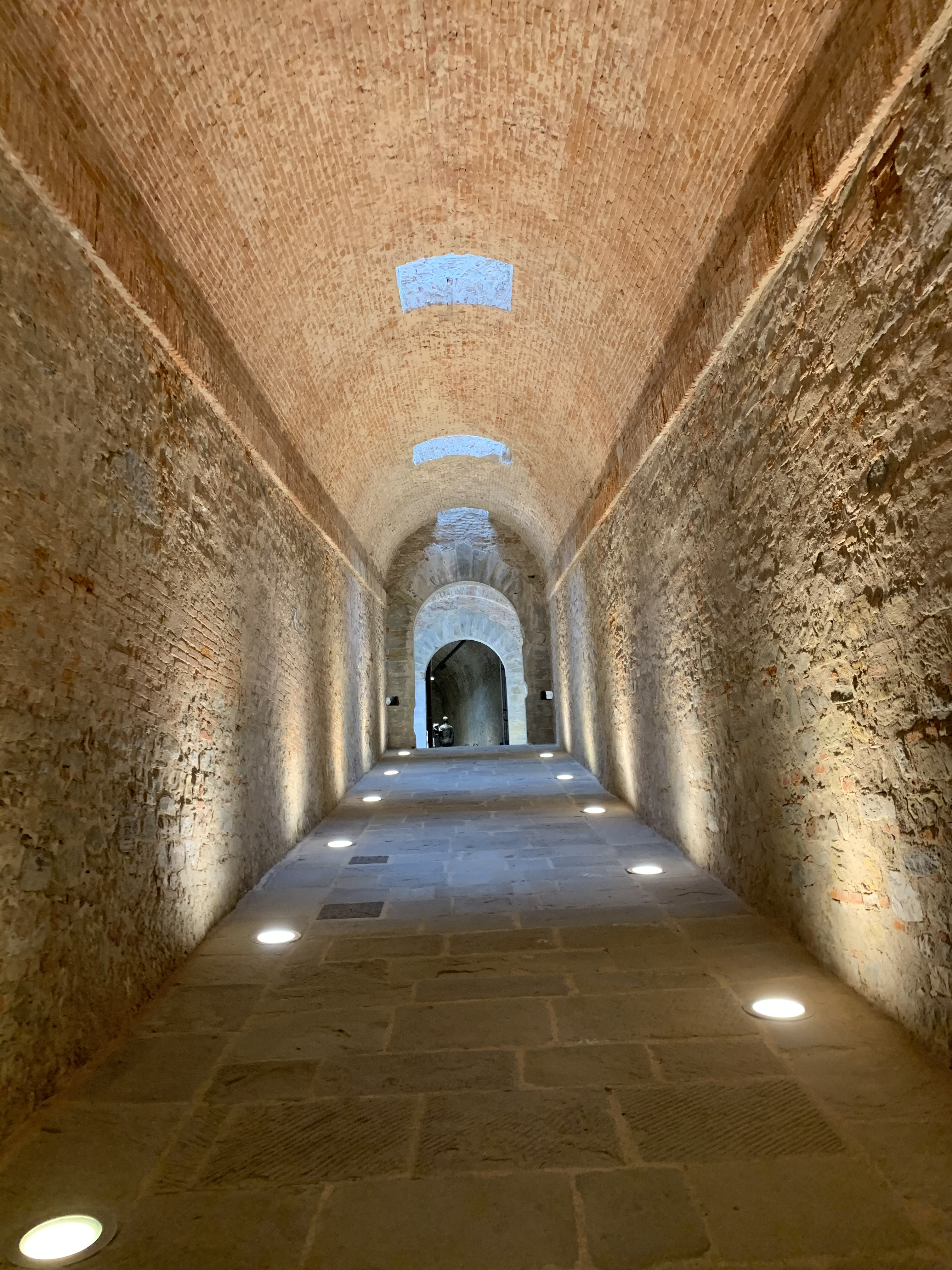
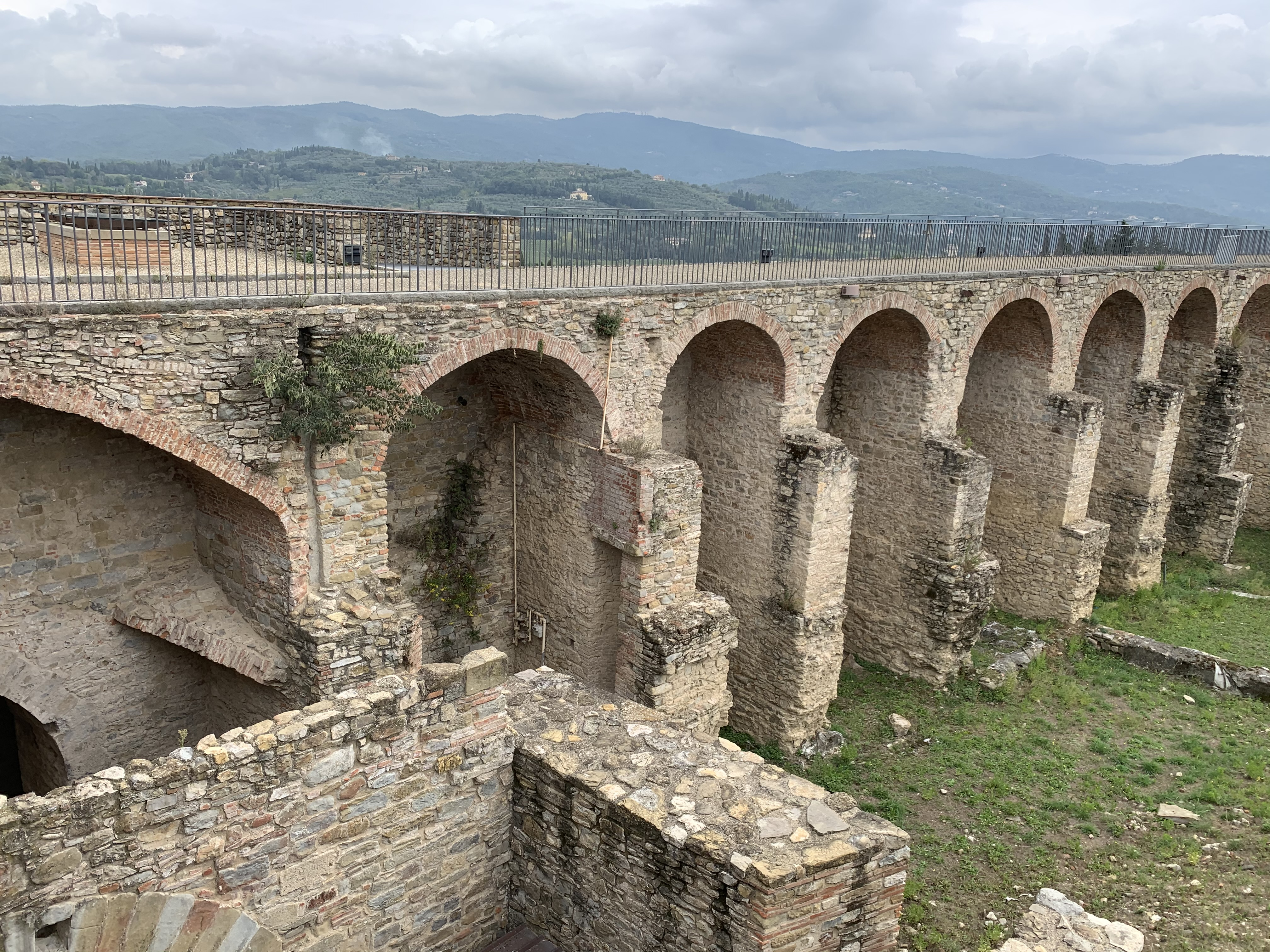